# HD 39091 b
 (mai 2025).
HD 39091 b est une exoplanète de type Jupiter froid en orbite autour de la naine jaune HD 39091, située à environ 59,59 années-lumière de la Terre.

## Caractéristiques physiques
L'exoplanète se distingue par sa masse imposante de 14,1 MJ et son rayon de 1,1 RJ.

## Orbite
Elle orbite à 3,28  unités astronomiques de son étoile, une distance comparable à la ceinture d'astéroïdes (entre Mars et Jupiter) dans le système solaire.

## Découverte
L'exoplanète a été découverte par la méthode des vitesses radiales en 2001.

## Habitabilité
Les conditions d'habitabilité de cette exoplanète ne sont pas déterminées ou ne sont pas connues.